# Novocrambus propygmaeus
Novocrambus propygmaeus là một loài bướm đêm trong họ Crambidae.